# Souterrains auf der Halbinsel Inishowen

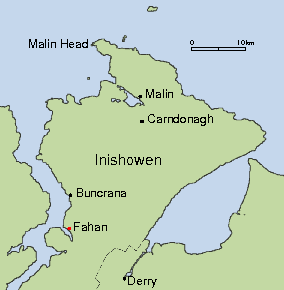
Lage

Souterrains auf der Halbinsel Inishowen im County Donegal sind mehrheitlich die Rock-cut-Variante (in den Fels geschnitten) unter den Bauformen der Souterrains in Irland, die im Norden der Insel häufig ist. Bei Souterrains wird zwischen „earth-cut“, „rock-cut“, „mixed“, „stone built“ und „wooden“ (z. B. Coolcran, County Fermanagh) Souterrains unterschieden. Der Zeitpunkt der Konstruktion und Verwendung von Souterrains beginnt in der frühen Eisenzeit. 
Die Ausgrabung des Souterrains bei Burnfoot auf Inishowen offenbart die Bauweise der unterirdischen Gänge und Kammern. Hier wurde ein rundes Loch von 3,65 m Durchmesser und 1,85 m Tiefe in den Geschiebemergel eingetieft. Die Seitenwände waren mit Steinen ausgekleidet, die nach oben ein Kraggewölbe bildeten. Das Gewölbe wurde letztlich mit einer Platte verschlossen. Dieses Souterrain ist einzigartig, weil hier kein weiterer Zugang existiert. Die Anlagen werden meist durch einen schmalen, mit Platten gedeckten Gang erschlossen, der sich nach etwa einem Meter zu einem Schlupf verjüngt, indem die Decke nach unten gezogen wird. Der Gang weitet sich hinter dem Schlupf auf und bildet nach weiteren Schlupfen mehrere axial, lateral oder abgewinkelt liegende Gänge oder Kammern. 
- Carrownamaddy, in der Nähe der Kirche von Burt hat die Form einer Bienenkorbhütte.
- Die Kammern des am Hang liegenden Souterrains von Rooskey, in der Nähe von Clonmany, haben rechteckige Form. Sie sind durch Schlupfe verbunden, die zunächst horizontal und dann vertikal verlaufen, so dass die nachfolgenden Gänge oder Kammern jeweils auf einem höheren Niveau liegen.

Souterrains finden sich in Irland oft in Raths, die es jedoch auf Inishowen nicht gibt (Stroove Souterrain). Mitunter kommen sie in enger benachbarten Gruppen (Ballywee) vor. Mehr als ein Dutzend liegen im Bezirk Burt. Vier wurden auf der Insel Inch im Meeresarm Lough Swilly entdeckt. Die detaillierte Beschreibung einer 1838 untersuchten „Cave an der Basis des Grianan“ erschien in Mactochairs Buch „Inishowen“, aber ihre Spuren sind verschwunden. Weitere Souterrains wurden in den Bezirken Whitecastle und Moville gefunden. Einige liegen in Baskill und Glasalt in der Nähe von Culdaff.